# Brazavile
Brazavile, também conhecida pelo original em francês Brazzaville, é a capital e maior cidade da República do Congo. Administrativamente, é um departamento e uma comuna, constituindo o centro financeiro e administrativo do país. Está situada na jusante do Lago Malebo e à margem norte do rio Congo, em frente de Quinxassa, a capital da República Democrática do Congo, com a qual forma uma conurbação transfronteiriça de cerca de dezessete milhões de habitantes. Brazavile, propriamente dita, possuia 2 138 236 de habitantes, segundo o censo nacional de 2023.
Foi fundada em 1880 pelo explorador franco-italiano Pierre Savorgnan de Brazza, convertendo-se, dois anos depois, na capital colonial do Congo Francês. Durante a Segunda Guerra Mundial, em 1940, torna-se capital da França Livre, conservando o status até 1942. Em 1960 torna-se a capital do Congo independente. Até 1980 Brazavile fazia parte da região (departamento) de Pool, fazendo divisa internamente apenas com esta região. Em 2013, Brazzaville foi designada Cidade da Música pela UNESCO; desde então, é também membro da Rede de Cidades Criativas.

## Etimologia
O nome Brazavile (na ortografia francesa Brazzaville) tem o significado literal de "Cidade do Braço Armado". O prefixo "Braza" advém do sobrenome do conde italiano Pierre Savorgnan de Brazza, que trabalhava nas expedições de exploração ao serviço da França, sendo atribuído a ele a fundação da localidade. O sobrenome Brazza se refere à vila de Brazzacco, na comuna de Moruzzo, na Itália, cujo nome derivava do latim bracchium, significando "braço armado". Por sua vez, o sufixo "Vile" é equivalente à cidade.
Em língua congo possui os nomes ou corruptelas de Ntamo, Ntambo, Kintamo, Kintambo, Tandala e Mavula e nas línguas teques M'fa, Mfaa, Mfa e Mfoa.

## História

### Fundação

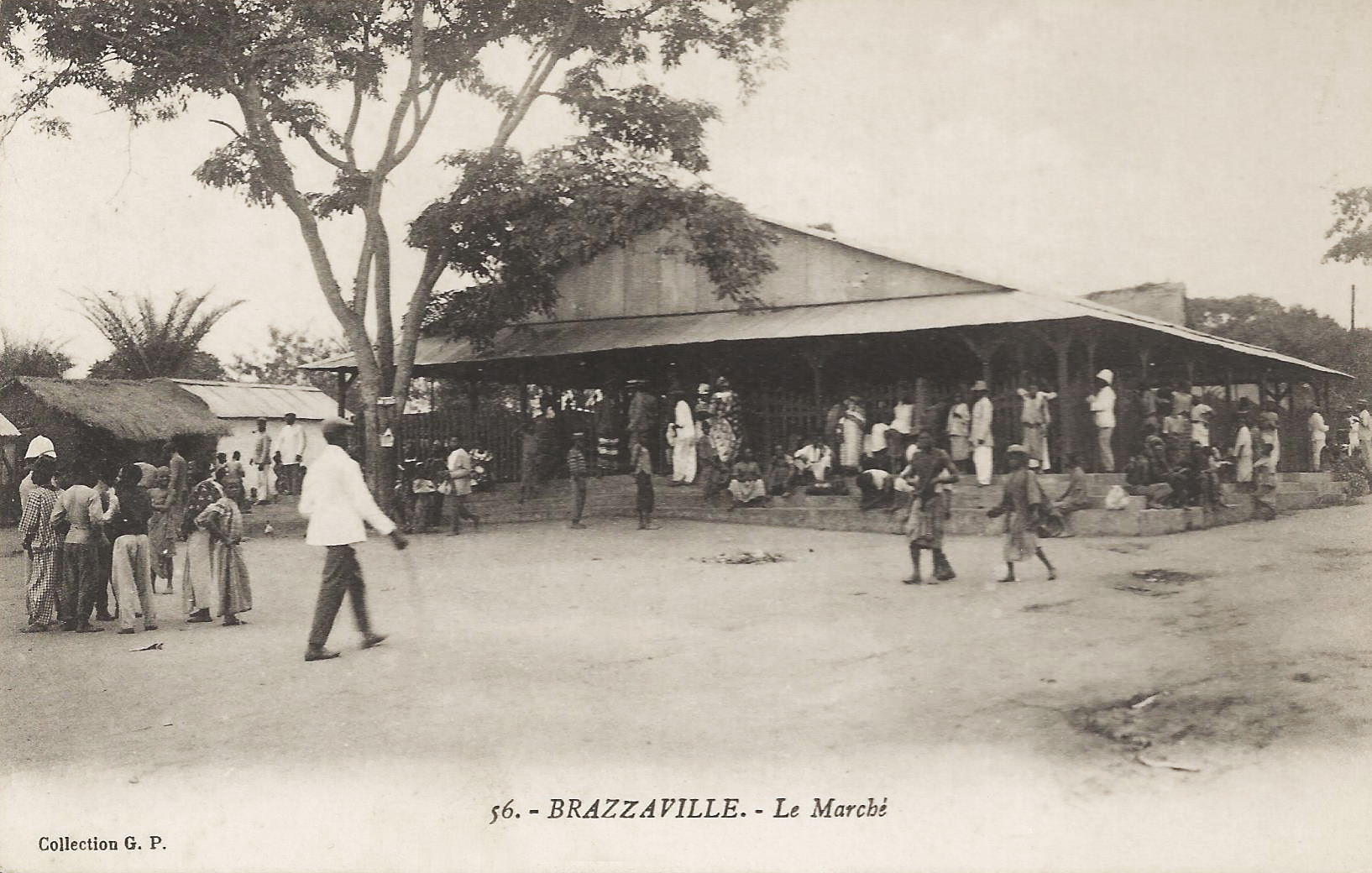
Mercado de Brazavile em 1905.

A cidade foi fundada em 1880 no lugar onde anteriormente se situava uma aldeia chamada Ntamo, e seu fundador foi o conde italiano Pierre Savorgnan de Brazza, que trabalhava nas expedições de exploração ao serviço da França. A fundação da cidade situa-se no período histórico da Corrida a África, quando a maior parte das potências europeias da época estabeleceram esferas de influência no continente. As razões para o estabelecimento francês neste sítio são múltiplos: criar um entreposto colonial junto às comunidades nativas preexistentes, criar um contrapoder francês contra o estabelecimento belga de Léopoldville na margem oposta do Lago Malebo e estabelecer uma base avançada naquela região do Rio Congo para explorar o interior.
Dois anos após sua fundação tornou-se capital da colônia do Congo Francês, e em 1910 passou a ser a capital da colônia da África Equatorial Francesa.
A pequena cidade ganha importância com o estabelecimento de uma missão da Congregação do Espírito Santo em 1911. No ano seguinte a administração colonial ergue a primeira sede da prefeitura de Brazavile. Seu primeiro plano urbanístico data de 1929, no governo do governador-geral Antonetti.

### Durante a Segunda Guerra Mundial
Em 27 de outubro de 1940, o general Charles de Gaulle lançou um manifesto anunciando a criação do Conselho de Defesa do Império e fez de Brazavile a capital da França Livre, uma vez que Paris havia sido tomada pelas tropas alemãs durante a Batalha de França da Segunda Guerra Mundial. Tal status ressaltou a importância da cidade e da colônia para a metrópole. Permaneceu como capital francesa até 1942, quando passou a ser Argel.
Em 1944, acolheu a Conferência de Brazavile, na abertura da qual foi proferido o discurso de Brazavile com o objetivo de redefinir, após a Segunda Guerra Mundial, as relações entre a França e as colônias africanas. Pela primeira vez, a questão da emancipação congolesa foi levantada. Dois outros discursos, prelúdios da independência congolesa, foram proferidos pelo general de Gaulle em Brazavile em 1944 e 1958.
A partir do ano de 1950 permanece como capital da África Equatorial Francesa, enquanto que a Ponta Negra fica como capital do Congo Francês. Somente volta a ser capital do Congo Francês em 1958.

### Pós-independência nacional
Em 1959 eclodiram distúrbios em Brazavile exigindo não somente a autonomia congolesa, referendada um ano antes, mas também a plena independência do Congo. Os distúrbios também antagonizavam os povos mbochis (que apoiavam Jacques Opangault) e os laris e congos (que apoiavam Fulbert Youlou). O exército francês interveio e controlou a situação. As facções opostas entraram em acordo e a cidade se converteu na capital do Congo independente em 15 de agosto de 1960.
Os primeiros Jogos Pan-Africanos se realizaram em Brazavile, entre 18 e 25 de julho de 1965.
Em 1980, o município de Brazavile foi separado do Departamento de Pool, obtendo um status semelhante ao das regiões.
Em 1988 a cidade recebeu uma cúpula que culminou no Protocolo de Brazavile, que determinou a retirada das tropas cubanas de Angola, pavimentando o caminho para a independência da Namíbia.

### Década de 1990 - atualidade
Nos anos 1990 a cidade sofreu importantes êxodos de população com motivo das guerras civis que ensanguentaram o país. Em 1997, as forças do então Presidente Pascal Lissouba, rodearam as forças rebeldes de Denis Sassou-Nguesso em Brazavile. Depois de quatro meses de duros combates, se proclamou um alvo à fogo em dezembro, mas a cidade havia sido destruída parcialmente. O fechamento da ferrovia Brazavile-Ponta Negra devido a guerra, cortou uma artéria vital de Brazavile, o que incrementou o número de habitantes que escaparam da cidade.
De 4 a 18 de setembro de 2015 a cidade sediou os Jogos Pan-Africanos de 2015, a 11ª edição dos Jogos Pan-Africanos. Foi erguido na periferia da capital o Complexo Esportivo Concorde de Kintélé para receber a maior parte das modalidades.

## Geografia

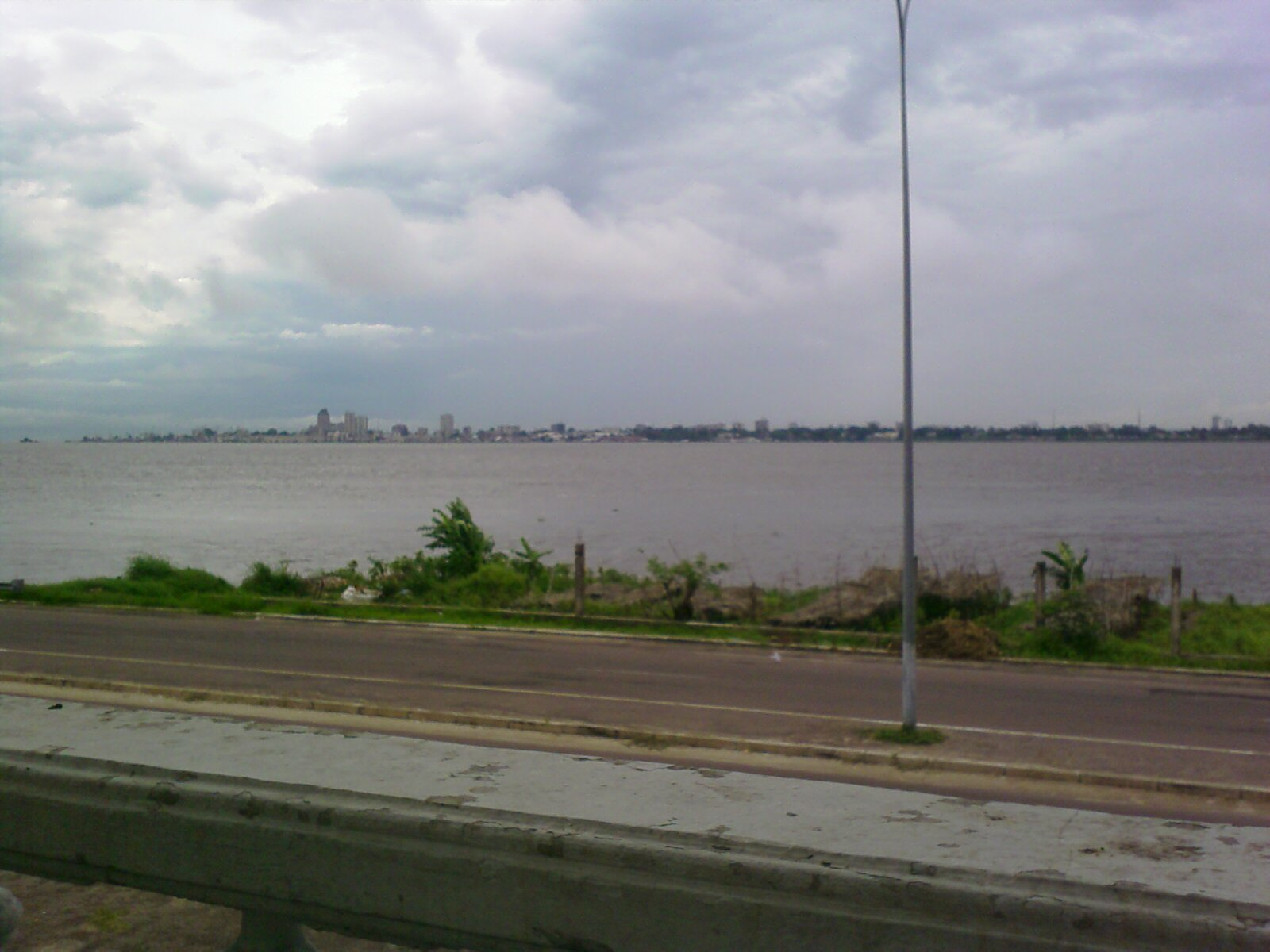
Rio Congo.

A fim de distinguir os dois países africanos que possuem a denominação "Congo" em seus nomes, a República do Congo é, às vezes, denominada Congo-Brazavile, em oposição ao Congo-Quinxassa (atual República Democrática do Congo, e conhecido entre 1971 e 1997 como Zaire, cuja capital é Quinxassa). Esta, por sua vez, situa-se na margem sul do Rio Congo, em frente à Brazavile. Este é o único lugar no mundo onde duas capitais  nacionais estão situadas em margens opostas de um rio, à vista uma das outras.
A cidade fica 506 km (314 mi) por via fluvial do oceano Atlântico e ao sul do Linha do Equador, e constitui-se de um município autônomo, separado das outras regiões da República do Congo. A cidade é relativamente plana, sendo rodeada por uma grande savana, e situa-se a uma altitude de 317 metros (1.040 pés) acima do nível do mar. Localiza-se na jusante do Lago Malebo (anteriormente Stanley Pool), com a grande ilha Bamu, ao oeste.

### Clima
| Dados climatológicos para Brazavile (Aeroporto Internacional Maya-Maya) 1961–1990, extremos 1932–presente | Dados climatológicos para Brazavile (Aeroporto Internacional Maya-Maya) 1961–1990, extremos 1932–presente | Dados climatológicos para Brazavile (Aeroporto Internacional Maya-Maya) 1961–1990, extremos 1932–presente | Dados climatológicos para Brazavile (Aeroporto Internacional Maya-Maya) 1961–1990, extremos 1932–presente | Dados climatológicos para Brazavile (Aeroporto Internacional Maya-Maya) 1961–1990, extremos 1932–presente | Dados climatológicos para Brazavile (Aeroporto Internacional Maya-Maya) 1961–1990, extremos 1932–presente | Dados climatológicos para Brazavile (Aeroporto Internacional Maya-Maya) 1961–1990, extremos 1932–presente | Dados climatológicos para Brazavile (Aeroporto Internacional Maya-Maya) 1961–1990, extremos 1932–presente | Dados climatológicos para Brazavile (Aeroporto Internacional Maya-Maya) 1961–1990, extremos 1932–presente | Dados climatológicos para Brazavile (Aeroporto Internacional Maya-Maya) 1961–1990, extremos 1932–presente | Dados climatológicos para Brazavile (Aeroporto Internacional Maya-Maya) 1961–1990, extremos 1932–presente | Dados climatológicos para Brazavile (Aeroporto Internacional Maya-Maya) 1961–1990, extremos 1932–presente | Dados climatológicos para Brazavile (Aeroporto Internacional Maya-Maya) 1961–1990, extremos 1932–presente | Dados climatológicos para Brazavile (Aeroporto Internacional Maya-Maya) 1961–1990, extremos 1932–presente |
| Mês | Jan | Fev | Mar | Abr | Mai | Jun | Jul | Ago | Set | Out | Nov | Dez | Ano |
| --- | --- | --- | --- | --- | --- | --- | --- | --- | --- | --- | --- | --- | --- |
| Temperatura máxima recorde (°C)                                                                           | 37,5 | 36,3 | 37,5 | 36,8 | 37,3 | 34,3 | 33,8 | 40,2 | 39,5 | 38,9 | 35,8 | 40,2 | 40,2 |
| Temperatura máxima média (°C)                                                                             | 30,5 | 31,3 | 31,7 | 31,8 | 30,9 | 28,4 | 27,0 | 28,5 | 30,4 | 30,8 | 30,4 | 30,2 | 30,2 |
| Temperatura média (°C)                                                                                    | 26,0 | 26,4 | 26,7 | 26,8 | 26,2 | 23,8 | 22,4 | 23,6 | 25,5 | 26,1 | 25,9 | 25,8 | 25,4 |
| Temperatura mínima média (°C)                                                                             | 21,4 | 21,5 | 21,7 | 21,9 | 21,6 | 19,3 | 17,8 | 18,8 | 20,6 | 21,4 | 21,4 | 21,5 | 20,7 |
| Temperatura mínima recorde (°C)                                                                           | 17,0 | 14,5 | 17,7 | 18,6 | 17,0 | 12,7 | 10,5 | 10,3 | 15,2 | 13,7 | 18,2 | 17,7 | 10,3 |
| Precipitação (mm)                                                                                         | 160 | 137 | 167 | 191 | 118 | 8 | 3 | 4 | 34 | 139 | 261 | 172 | 1 394 |
| Dias com precipitação                                                                                     | 10 | 8 | 11 | 12 | 8 | 1 | 0 | 0 | 4 | 9 | 14 | 12 | 89 |
| Umidade relativa (%)                                                                                      | 81 | 80 | 79 | 81 | 81 | 79 | 77 | 73 | 71 | 76 | 81 | 82 | 78 |
| Insolação (h)                                                                                             | 171 | 167 | 192 | 181 | 177 | 141 | 127 | 133 | 145 | 152 | 157 | 154 | 1 897 |
| Fonte: Deutscher Wetterdienst (umidade, 1951–1990)                                                        | | | | | | | | | | | | | |
| Fonte 2: Meteo Climat (Máximas e mínimas recordes)                                                        | | | | | | | | | | | | | |

### Demografia e religião
Em 2014, 68,7% dos habitantes de Brazavile com 15 anos ou mais sabem ler e escrever francês, enquanto 69,7% falam e entendem. Enquanto isto, a língua franca na cidade é o quituba, seguido de um grande número de falantes de lingala e lari.
Existem em Brazavile diversos credos e manifestações religiosas, tendo, entre os locais de culto, principalmente igrejas e templos cristãos Católicos Romanos (sob coordenação da Arquidiocese de Brazavile), além de grande mesquita, já que 2% da população da República do Congo é muçulmana.

## Política e administração
A cidade está dividida em nove arrondissements (distritos urbanos), sendo:
- Bacongo
- Makélékélé
- Mfilou
- Moungali
- Ouenzé
- Poto-Poto
- Talangaï
- Madibou
- Djiri

Além disso subdivide-se na comuna de Kintélé e no distrito especial de Ilha Bamu.

### Cidades-irmãs
Brazavile está geminada com as seguintes cidades:
- Dacar, Senegal
- Dresda, Alemanha
- Quinxassa, República Democrática do Congo
- Reims, França
- Washington, Estados Unidos

## Economia
Brazavile possui uma importante economia industrial instalada ao redor de seu porto, centrada na estalagem de embarcações, nas indústrias agroalimentares e nas indústrias químicas. Há ainda metalurgia para materiais ferroviários.
Importante parte da massa salarial direta e indireta da cidade centra-se nos serviços de logística baseados no porto, na ferrovia e nas rodovias, vitais para um sistema de comércio com outros países da África Central.
Porém são os serviços administrativos e financeiros — somados às atividades educacionais, de saúde, de entretenimento e de cultura — que fazem movimentar a maior parte da economia da capital.

## Infraestrutura

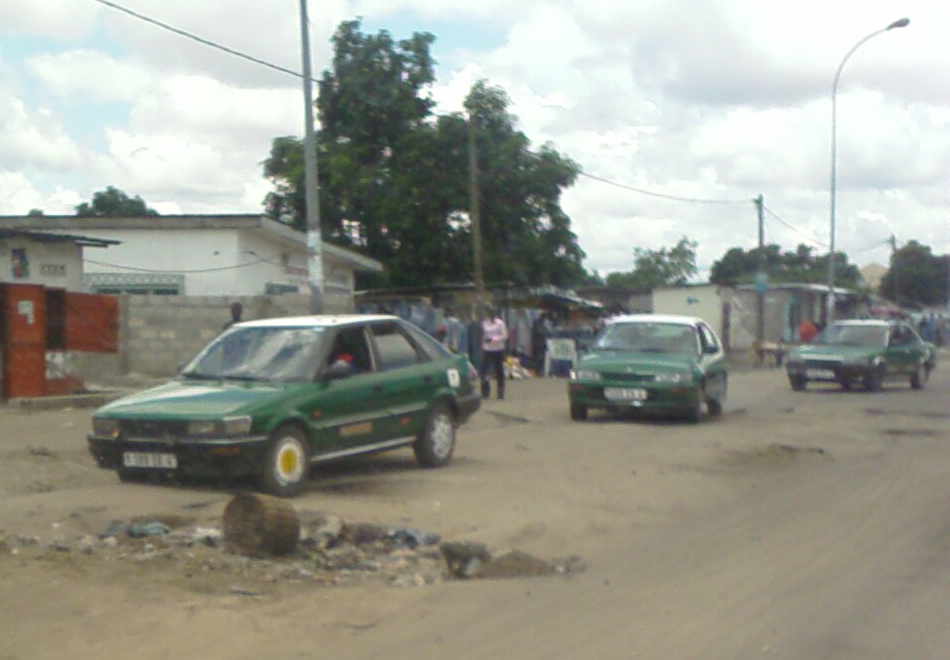
Táxis de Brazavile

### Educação
Até 2020 o país, e consequentemente a capital, possuíam uma única instituição pública de ensino superior, a Universidade Marien Ngouabi. Neste ano surge, igualmente sediada na capital, a Universidade Denis Sassou-N'guesso.

### Transportes
A cidade é atravessada pela Rodovia Trípoli–Cidade do Cabo, que a liga ao sul com Quinxassa (não há ponte na travessia do Congo, somente serviço de balsas) e ao oeste com Dolisie. Outra importante rodovia é a P20, que a liga a Madingou e Loukouo a norte, e; a rodovia N2, que a liga a Gamboma e Ouésso, ao centro-norte.
A cidade é o terminal do Caminho de Ferro Congo—Oceano, que a liga ao importante porto marítimo congolês da cidade de Ponta Negra, na costa do oceano Atlântico.
O porto fluvial de Brazavile é o terminal do sistema de transporte Congo-Oceano, com serviço de vapor para o curso superior do rio Congo, além da importante travessia de balsa para Quinxassa.
A cidade é servida pelo Aeroporto Internacional Maya-Maya, o mais importante e movimentado do país.

## Cultura e lazer

### Patrimônio edificado
Entre os edifícios mais destacados da cidade se encontra a Basílica de Santa Ana construída em 1949 por Roger Erell. Outros edifícios importantes são a Torre Nabemba, o Palácio do Povo e o Palácio do Congresso. Também são destacáveis o Mausoléu de Marien Nguouabi, o Zoológico de Brazavile e a Escola de Pintura de Poto-Poto.

### Desportos
A mais popular prática desportiva local é o futebol, tanto que as mais importantes equipes nacionais estão na cidade, sendo: Étoile du Congo, Club Sportif Multidisciplinaire Diables Noirs, Club Athlétique Renaissance Aiglon e Saint Michel de Ouenzé. As principais estruturas desportivas são o Estádio Olímpico de Brazavile, o Estádio Félix-Éboué, o Estádio Alphonse Massambat-Débat, o Estádio Marchand e o Complexo Esportivo Concorde de Kintélé.